# 電流急急棒
電流急急棒指的是一種以電為基礎的遊戲，以及以此遊戲為原形設計的電子遊戲。典型的電流急急棒遊戲中，玩家必須操控一個金屬指示物，使其通過一段迷宮，一旦該指示物觸碰到迷宮的牆壁，遊戲就會以失敗告終。由於指示物在碰到迷宮牆壁時會接觸到電流，讓玩家被電到，因此被稱為電流急急棒。

## 實體遊戲
一個基本的電子迴路包括電源和導線，而電流急急棒便是由這種迴路作成。玩家所操控的指示物在碰觸到迷宮壁(迴路)時，指示物會導電、玩家也會受到電擊。在這種遊戲版本中，電通常不會太強以免玩家受傷。
另一種不對玩家造成傷害的電流急急棒是、迴路本身並不通電，而玩家操控的指示物如果接觸到迷宮壁(迴路)時，則會使迴路接通，並使連接在迴路上的電器啟動，以做為判斷玩家是否碰到迷宮壁的標準，這種電器可以是燈泡、蜂鳴器或其他任何類似的物品。

## 電子遊戲
在以上述原理設計的電子遊戲中，玩家同樣必須以游標、鍵盤、或搖桿控制螢幕上的指示物，並使其通過一段迷宮。

## 外部連結
- 電流急急棒介紹 （页面存档备份，存于）
- 挑戰驚心動魄一刻！電流急急棒DIY （页面存档备份，存于）